# Mary Roos

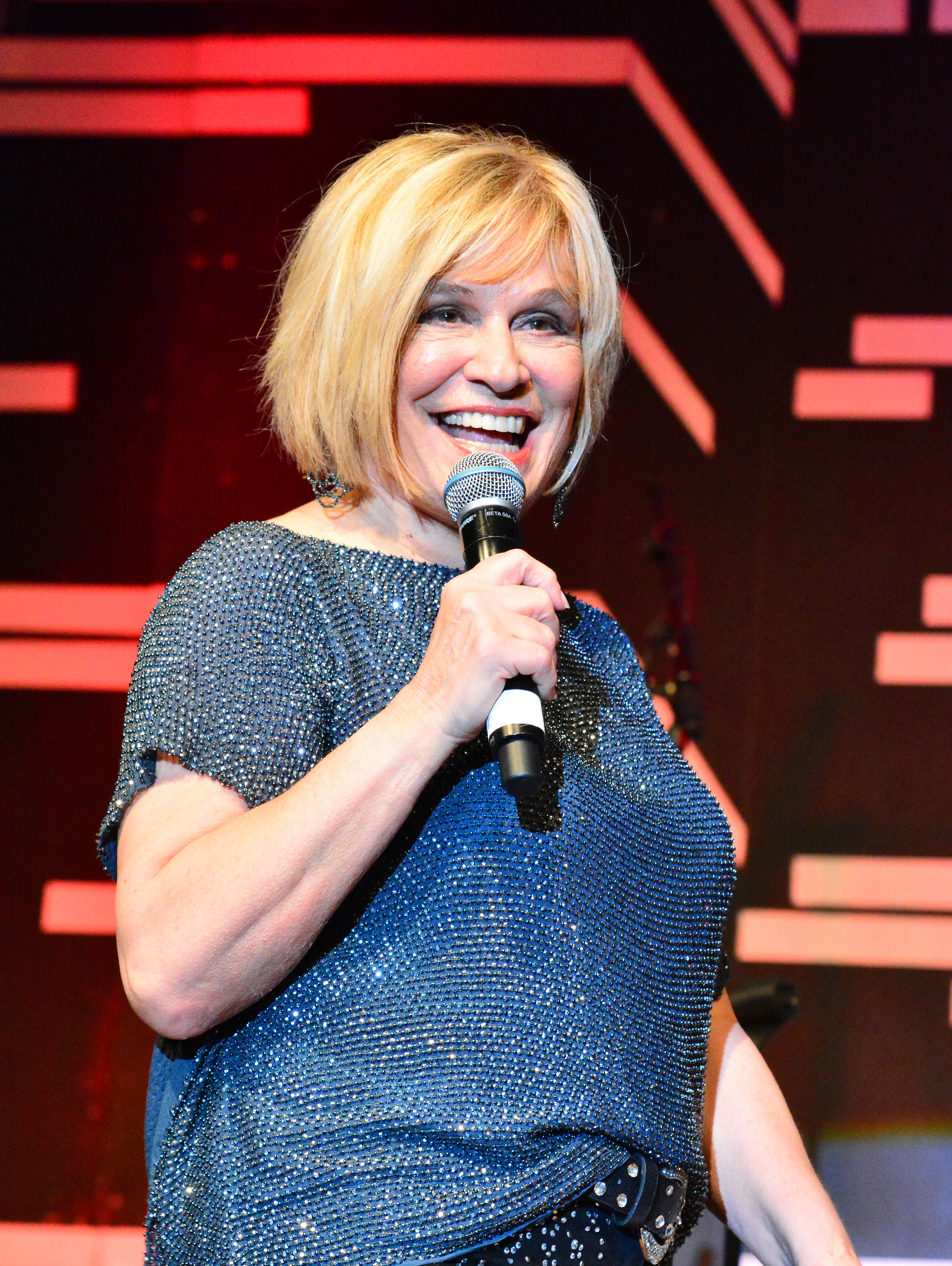
Mary Roos på festivalen Appen musiziert 2015.

Mary Roos, född som Rosemarie Schwab den 9 januari 1949 i Bingen, är en tysk schlagersångerska och skådespelare. 

## Familjeliv
1981 till 1989 var Roos gift med Werner Böhm (känd som Gottlieb Wendehals). Hon är syster till Tina York, som också är en populär tysk schlagersångerska i Tyskland.

## Diskografi

### Singlar
| År   | Singel                             | Charts DEU |
| ---- | ---------------------------------- | ---------- |
| 1965 | Geh nicht den Weg                  | 36         |
| 1969 | Das hat die Welt noch nicht erlebt | 19         |
| 1970 | Das beste an Dir                   | 33         |
| 1970 | Arizona Man                        | 9          |
| 1971 | Am Anfang war die Liebe            | 36         |
| 1972 | Nur die Liebe läßt uns leben       | 17         |
| 1972 | Er bleibt hier (für immer)         | 39         |
| 1973 | Fremdes Mädchen                    | 45         |
| 1973 | Geh nicht den Weg                  | 36         |
| 1973 | Lieber John                        | 40         |
| 1975 | Eine Liebe ist wie ein Lied        | 50         |
| 1975 | Stop, mach das nochmal             | 40         |
| 1979 | Ich werde geh'n heute Nacht        | 25         |
| 1982 | Lady                               | 31         |
| 1984 | Aufrecht geh'n                     | 56         |
| 1999 | Leider lieb ich Dich noch immer    | 87         |

### Album
- Lieber John (1973)
- Mary Roos (1976)
- Ich bin Mary (1977)
- Maryland (1978)
- Was ich fühle (1981)
- Leben spür'n (1982)
- Alles was ich will (1987)
- Mehr als ein Gefühl (1992)
- Rücksicht (1995)
- Heiß und kalt (1997)
- Mittendrin (1997)
- Schlager-Party mit Mary Roos (1999)
- Meine Besten (2000)
- Roosige Zeiten (2000)
- Leben für Musik (2001)
- Achterbahn (2003)
- Augenblicke (2003)
- Herzen zu verschenken (2003)
- Mein Porträt (2003)
- Leben (2005)
- Meine größten Hits (2006)
- Immer wieder (2006)
- Was ich fühle (2007)
- Hautnah (2007)